# Mäbendorf
Mäbendorf ist ein ca. 600 Einwohner zählender Ortsteil der kreisfreien Stadt Suhl in Thüringen.

## Geografische Lage
Mäbendorf liegt im südlichen Thüringer Wald westlich von Suhl, an der Landstraße nach Meiningen im Tal der Hasel.

## Geschichte
Mäbendorf wurde in einer Urkunde des Klosters Rohr 1206 erstmals urkundlich erwähnt. Die heutige Kirche wurde 1721 erbaut. Der Ort gehörte zur Grafschaft Henneberg und lag bis 1815 im sächsischen Amt Kühndorf. Von 1816 bis 1944 gehörte Mäbendorf zum Regierungsbezirk Erfurt der preußischen Provinz Sachsen. 
Mäbendorf war 1611 von Hexenverfolgung betroffen. Dorothea Schultheiß geriet in einen Hexenprozess und wurde verbrannt.
Am 1. April 1979 erfolgte die Eingemeindung nach Suhl.